# Cliff Allister
Cliff Allister (eigentlich Harald Hess; geboren am 4. Juni 1957 in Friedrichsdorf) ist ein deutscher Science-Fiction-Autor.

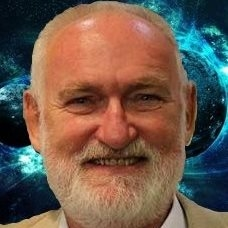
Science-Fiction-Autor Cliff Allister

## Leben
Nach einem Studium zum Lehramt ging Hess 1985 ins Ausland und eröffnete 1989 eine Tauchschule auf Bequia/St. Vincent und die Grenadinen in der Karibik. Von 2007 bis 2016 betrieb er eine Tauchschule in Dahab in Ägypten, die er zusammen mit seiner Frau Eva aufbaute. Seit Oktober 2017 lebt er als freier Schriftsteller bei Paphos auf Zypern.
Seit 2015 hat Hess unter dem Pseudonym Cliff Allister – das er in Anlehnung an die Vornamen von Cliff Allister McLane wählte, dem Kommandanten des Raumschiffs Orion aus der Fernsehserie Raumpatrouille, für die er sich wie viele andere schon als Kind sehr begeisterte – mehr als 30 Science-Fiction-Romane veröffentlicht. Seine Werke sind meist mehrbändig und erscheinen durchgängig zunächst als E-Book bei Amazon Kindle und als Druckausgabe im Selbstverlag und in der Mehrheit der Fälle auch als Lizenzausgabe im Belle Époque Verlag. Seit Mitte 2021 erscheinen viele Romane auch als Hörbücher bei Lübbe Audio im Bastei Lübbe Verlag. Die Romane des Zyklus Die Hegemonie von Krayt werden vom Belle Epoque Verlag zudem ins Englische übersetzt.

## Auszeichnungen
Der gemeinsam mit Brandon Q. Morris verfasste Roman Helium-3: Kampf um die Zukunft wurde 2019 in einer deutschlandweiten Leserabstimmung mit dem Skoutz-Award zum besten deutschsprachigen Science-Fiction-Roman des Jahres gewählt.

## Schriften
Markan-Saga
- 1 Erbe des Imperiums. CreateSpace, 2015, ISBN 978-1-5186-6990-3.
- 2 Die Rebellen des Imperiums. CreateSpace, 2015, ISBN 978-1-5186-7111-1.
- 3 Kampf um das Imperium. CreateSpace, 2016, ISBN 978-1-5303-6138-0.
- 4 Das neue Imperium. CreateSpace, 2016, ISBN 978-1-5333-2806-9.

Ek'Thal Zyklus
- 1 Der Leviathan. CreateSpace, 2015, ISBN 978-1-5172-1824-9.
- 2 Bewahrer der Zeit. CreateSpace, 2015, ISBN 978-1-5195-3245-9.
- Der Leviathan – Bewahrer der Zeit: der Ek'Thal Zyklus. Belle Époque Verlag, Tübingen 2017, ISBN 978-3-945796-64-1.

Gregory A. Duncan
- 1 Todfreunde Ein Gregory A. Duncan Fall. Harald Hess, Dahab 2015, ISBN 978-1-5115-1535-1.
- 2 Sezession: Ein Gregory A. Duncan Fall. Harald Hess, 2017, ISBN 978-1-5213-7990-5.

Multiversum Zyklus
- 1 Der Rekrut. CreateSpace, 2016, ISBN 978-1-5391-1455-0.
- 2 Mission Triangulum. CreateSpace, 2016, ISBN 978-1-5408-4430-9.
- 3 Hüter des Universums. CreateSpace, 2017, ISBN 978-1-5427-3166-9.
- 3.5 Der Verrat Gottes. CreateSpace, 2017, ISBN 978-1-974324-41-5.
- 3.6 Die perfekte Waffe. CreateSpace, 2017, ISBN 978-1-982067-52-6.
- 4 Die Exodus Sphäre. CreateSpace, 2017, ISBN 978-1-981329-04-5.
- 5 Megaversum. CreateSpace, 2018, ISBN 978-1-986027-18-2.
- 6 Im Vortex der Zeit. CreateSpace, 2018, ISBN 978-1-72151-718-3.
- Sammelband: Kampf der Universen 1: Band 1 - 3. Belle Époque Verlag, Tübingen 2018, ISBN 978-3-96357-070-4.
- Sammelband: Kampf der Universen 2: Band 4 - 6. Belle Époque Verlag, Tübingen 2019, ISBN 978-3-96357-071-1.

Mercenary Chronicles
- 1 Im Dienst der Garde. Harald Hess, 2018, ISBN 978-1-72376-079-2.
- 2 Planet der Gesetzlosen. Harald Hess, 2018, ISBN 978-1-79185-932-9.
- 3 Schatten der Vergangenheit. Harald Hess, 2019, ISBN 978-1-79928-140-5.
- Die Mercenary Chronicles: Komplettausgabe. Belle Époque Verlag, Tübingen 2019, ISBN 978-3-96357-072-8.

Die kalten Sonnen
- 1 Das System. SpaceTime Publishing, 2019, ISBN 978-1-07-058899-5. Neuausgabe: Das System: Die kalten Sonnen 1. Belle Époque Verlag, Tübingen 2019, ISBN 978-3-96357-124-4.
- 2 Die Waffe. SpaceTime Publishing, 2019, ISBN 978-1-69740-558-3. Neuausgabe: Die Waffe: Die kalten Sonnen 2. Belle Époque Verlag, Tübingen 2020, ISBN 978-3-96357-125-1.
- 3 Der Krieg. SpaceTime Publishing, 2020, ISBN 979-8-6064-8348-8. Neuausgabe: Der Krieg: Die kalten Sonnen 3. Belle Époque Verlag, Tübingen 2020, ISBN 978-3-96357-126-8.

Timehunter
- 1 Gefangener der Zeit. SpaceTime Publishing, 2020, ISBN 979-8-6193-4217-8.
- 2 Das Dallas Paradox. SpaceTime Publishing, 2020, ISBN 979-8-6471-1611-6.
- 3 Nukleares Gambit. SpaceTime Publishing, 2020, ISBN 979-8-6929-7819-6.
- Verloren in der Zeit: Sammelband. SpaceTime Publishing, 2020, ISBN 979-8-5737-8554-7.

Die Hegemonie von Krayt
- 1 Der Fund. SpaceTime Publishing, 2020, ISBN 979-8-5840-6698-7. Neuausgabe: Der Fund: Die Hegemonie von Krayt 1. Belle Époque Verlag, Tübingen, 2021, ISBN 978-3-96357-171-8.
- 2 Kampf um Sol. SpaceTime Publishing, 2021, ISBN 979-8-7427-0616-8. Neuausgabe: Kampf um Sol: Die Hegemonie von Krayt 2. Belle Époque Verlag, Tübingen, 2021. ISBN 978-3-96357-172-5.
- 3 Der Ewige Wächter. SpaceTime Publishing, 2021, ISBN 979-8-4800-0682-7. Neuausgabe: Der Ewige Wächter: Die Hegemonie von Krayt 3. Belle Époque Verlag, Tübingen, 2021. ISBN 978-3-96357-173-2.
- 4 Das Erbe der Ersten. SpaceTime Publishing, 2022, ISBN 979-8-84363674-6. Neuausgabe: Das Erbe der Ersten: Die Hegemonie von Krayt 4. Belle Époque Verlag, Tübingen, 2022. ISBN 978-3-96357-174-9.
- 5 Der Arulanische Zirkel. SpaceTime Publishing, 2023, ISBN 979-8-37563697-9. Neuausgabe: Der Arulanische Zirkel: Die Hegemonie von Krayt 5. Belle Époque Verlag, Tübingen, 2023. ISBN 978-3-96357-277-7.
- 6 Bastion der Maschinen. SpaceTime Publishing, 2023, ISBN 979-8-85713818-2. Neuausgabe: Bastion der Maschinen: Die Hegemonie von Krayt 6. Belle Époque Verlag, Tübingen, 2023. ISBN 978-3-96357-278-4.

Die Dunkle Ebene
- 1 Die Anomalie. SpaceTime Publishing, 2024, ISBN 979-8-88443578-0.
- 2 Das Inferno Protokoll. SpaceTime Publishing, 2024, ISBN 979-8-34267344-0.

Einzelromane
- Krieg der Clans. CreateSpace, 2017, ISBN 978-1-975894-76-4.
- mit Brandon Q. Morris: Helium-3: Kampf um die Zukunft. 2018, ISBN 978-1-79032-794-2. Neuausgabe: Helium-3: Kampf um die Zukunft. Belle Époque Verlag, Tübingen 2019, ISBN 978-3-96357-069-8, auch als Helium-3: Fight for the Future. 2021, ISBN 979-8-7077-3852-4 (englische Übersetzung), Helio-3: Batalla Por El Futuro. 2022, (spanische Übersetzung).
- mit Brandon Q. Morris: Helium-3: Tod aus der Vergangenheit. 2020, ISBN 979-8-6563-6375-4.
- mit Christian Montillon: TAMBORA. 2023, ISBN 979-8-86999717-3. (Lizenzausgabe: TAMBORA. Belle Époque Verlag, Tübingen Frühjahr 2024)

Hörbücher
- Todfreunde (Gregory A. Duncan Romane 1). gelesen von Matthias Lühn, 2021, Lübbe Audio, ISBN 978-3-7540-0152-3.
- Sezession (Gregory A. Duncan Romane 2). gelesen von Matthias Pieper, 2022, Lübbe Audio, ISBN 978-3-7540-0853-9.
- Der Fund (Hegemonie von Krayt1). gelesen von Matthias Lühn, 2021, Lübbe Audio, ISBN 978-3-7540-0077-9.
- Kampf um Sol (Hegemonie von Krayt 2). gelesen von Matthias Lühn, 2021, Lübbe Audio, ISBN 978-3-7540-0078-6.
- Der Ewige Wächter (Hegemonie von Krayt 3). gelesen von Matthias Lühn, 2021, Lübbe Audio, ISBN 978-3-7540-0322-0.
- Das Erbe der Ersten (Hegemonie von Krayt 4). gelesen von Matthias Lühn, 2022, Lübbe Audio, ISBN 978-3-7540-0780-8.
- Das System (Die Kalten Sonnen 1). gelesen von Volker Niederfahrenhorst, 2022, Lübbe Audio, ISBN 978-3-7540-0170-7.
- Die Waffe (Die Kalten Sonnen 2). gelesen von Volker Niederfahrenhorst, 2022, Lübbe Audio, ISBN 978-3-7540-0171-4.
- Der Krieg (Die Kalten Sonnen 3). gelesen von Volker Niederfahrenhorst, 2022, Lübbe Audio, ISBN 978-3-7540-0172-1.
- Im Dienst der Garde (Mercenary Chronicles 1). gelesen von Douglas Welbat, 2022, Lübbe Audio, ISBN 978-3-7540-0323-7.
- Planet der Gesetzlosen (Mercenary Chronicles 2). gelesen von Douglas Welbat, 2022, Lübbe Audio, ISBN 978-3-7540-0325-1.
- Schatten der Vergangenheit (Mercenary Chronicles 3). gelesen von Douglas Welbat, 2022, Lübbe Audio, ISBN 978-3-7540-0326-8.
- Der Arulanische Zirkel (Hegemonie von Krayt 5). gelesen von Matthias Lühn, 2023, Lübbe Audio, ISBN 978-3-7540-1101-0.
- Erbe des Imperiums (Markan Saga 1). gelesen von Michael-Che Koch, 2023, Lübbe Audio, ISBN 978-3-7540-1139-3.
- Die Rebellen des Imperiums (Markan Saga 2). gelesen von Michael-Che Koch, 2023, Lübbe Audio, ISBN 978-3-7540-1140-9.
- Kampf um das Imperium (Markan Saga 3). gelesen von Michael-Che Koch, 2023, Lübbe Audio, ISBN 978-3-7540-1142-3.
- Das Neue Imperium (Markan Saga 4). gelesen von Michael-Che Koch, 2023, Lübbe Audio, ISBN 978-3-7540-1143-0.
- Der Leviathan (Ek´Thal Zyklus 1), gelesen von Thomas Balou Martin, 2023 Lübbe Audio, ISBN 978-3-7540-1118-8.
- Bewahrer der Zeit (Ek´Thal Zyklus 2), gelesen von Thomas Balou Martin, 2023, Lübbe Audio, ISBN 978-3-7540-1119-5.
- Bastion der Maschinen (Hegemonie von Krayt 6). gelesen von Matthias Lühn, 2023, Lübbe Audio, ISBN 978-3-7540-1326-7.
- Tambora (mit Christian. Montillon). gelesen von Jean Paul Baeck, 2024, Lübbe Audio, ISBN 978-3-7540-1276-5.
- Der Rekrut (Multiversum Zyklus 1), gelesen von Thomas Balou Martin, 2024, Lübbe Audio, ISBN 978-3-7540-1265-9.
- Mission Triangulum (Multiversum Zyklus 2), gelesen von Thomas Balou Martin, 2024, Lübbe Audio, ISBN 978-3-7540-1266-6.
- Hüter des Universums (Multiversum Zyklus 3), gelesen von Thomas Balou Martin, 2024, Lübbe Audio, ISBN 978-3-7540-1267-3.
- Die Exodus Sphäre (Multiversum Zyklus 4), gelesen von Thomas Balou Martin, 2024, Lübbe Audio, ISBN 978-3-7540-1268-0.
- Megaversum (Multiversum Zyklus 5), gelesen von Thomas Balou Martin, 2024, Lübbe Audio, ISBN 978-3-7540-1269-7.
- Im Vortex der Zeit (Multiversum Zyklus 6), gelesen von Thomas Balou Martin, 2024, Lübbe Audio, ISBN 978-3-7540-1270-3.
- Die Anomalie (Die Dunkle Ebene 1). gelesen von Matthias Lühn, 2024, Lübbe Audio, ISBN 978-3-7540-1637-4.
- Das Inferno Protokoll (Die Dunkle Ebene 2). gelesen von Matthias Lühn, 2024, Lübbe Audio, ISBN 978-3-7540-1638-1.
- Verloren in der Zeit. gelesen von Thomas Balou Martin, 2025, Lübbe Audio, ISBN 978-3-7540-1828-6.